# Довганюк Вадим Володимирович
Довганюк Вадим Володимирович (нар. 15 січня 1987 року, Волочиськ, Хмельницька область, Україна) — український пауерліфтер у ваговій категорії 105 кг. Вадим є 12-кратним чемпіоном світу з пауерліфтингу, чемпіон Всесвітніх Ігор 2013 із пауерліфтингу. Особисті рекорди: присідання — 445 кг, жим — 335,5 кг, станова тяга  — 325 кг та сума — 1050.5 кг.

## Біографія
Вадим народився 15 січня 1987 року в м. Волочиськ, Хмельницька обл., Україна. У 2004 році закінчив Волочиську ЗОШ 1-3 ст., № 5. У 2011 закінчив Кам'янець-Подільський національний університет імені Івана Огієнка за спеціальністю — Фізична Культура і Спорт.
Вадим почав займатись пауерліфтингом у 15 років, у невеличкому спортзалі, який належить Волочиському Машинобудівному заводу АТ «Мотор Січ». Завдяки АТ «Мотор Січ», у 2004 році, Вадим поїхав на перший Чемпіонат Світу який проходив у м. Преторія, ПАР та перший раз став Чемпіоном Світу. Після цих змагань було ще 10 чемпіонатів Світу, на яких Вадим стояв на найвищій сходинці п'єдесталу. У 17 років виконав норматив майстра спорту України. У 19 — виконав норматив майстра спорту України міжнародного класу. З 2011 року — у головному складі збірної команди України. У 2012 році на чемпіонаті Світу в Пуерто Рико, отримав ліцензію на участь у найбільш кваліфікованих змаганнях із пауерліфтингу — Всесвітні ігри, які проходили в Колумбії в 2013 році. На них Вадим став Чемпіоном та встановив 2 рекорди світу з жиму лежачи. Після цієї перемоги в 2013 році отримав найвище спортивне звання — «Заслужений майстер спорту України» та державну нагороду Орден за заслуги ІІІ ступеня.

## Особисте життя
У 2008 році одружився з Довганюк Інною Миколаївною. У 2009 році в них народився син Іван.